# Деян Кулушевскі
Деян Кулушевскі (швед. Dejan Kulusevski, мак. Дејан Кулушевски; нар. 25 квітня 2000, Стокгольм) — шведський футболіст македонського походження, правий вінгер «Тоттенгем Готспур» та національної збірної Швеції.

## Клубна кар'єра
Народився 25 квітня 2000 року в Стокгольмі в родині вихідців з Македонії. З шестирічного віку почав займатися футболом у школі клубу «Броммапойкарна». 2016 року перспективного юнака запросила до своєї академії італійська «Аталанта».
У сезоні 2018/19 дебютував у складі основної команди «Аталанти» в матчах Серії A.
На наступний сезон 2019/20 для отримання ігрової практики був відданий в оренду до «Парми», де попри юний вік був гравцем основного складу. Забивши чотири голи і зробивши сім результативних передач у 17 матчах найвищого італійського дивізіону протягом першого кола змагання, зацікавив представників діючого чемпіона країни — «Ювентуса». 

### «Ювентус»
На початку 2020 року туринський клуб сплатив за трансфер шведа 35 мільйонів євро, ще 9 мільйонів могли бути сплачені згодом як бонуси. Сезон догравав у «Пармі», довівши свій доробок до десяти голів і дев'яти гольових пасів у 36 іграх.
Дебютував у складі «старої сеньйори» 20 вересня 2020 року у грі проти «Сампдорії», в якій відразу ж відкрив лік голам, забитим за нову команду, і допоміг їй здобути перемогу 3:0.

### «Тоттенгем Готспур»
31 січня 2022 року приєднався до «Тоттенгем Готспур» на умовах 18-місячної оренди у «Ювентуса» в день дедлайну трансферного вікна. Новий клуб має опцію викупити контракт гравця за 30 млн євро літом 2022 року або обов'язковий викуп за 35 млн євро влітку 2023 року, якщо будуть виконані певні умови.
Влітку 2023 року, після двох сезонів проведених у складі «Тоттенгем Готспур» на правах оренди, клуб викупив його контракт у «Ювентуса». Сума трансферу склала 30 мільйонів євро.

## Виступи за збірні
2015 року дебютував у складі юнацької збірної Швеції (U-15).
Того ж року прийняв пропозицію на рівні збірних з гравців до 16 років захищати кольори історичної батьківщини і провів п'ять матчів за збірну Македонії (U-16), в який відзначився шістьма голами.
Утім згодом все ж зупинив свій вибір на перспективі виступів за збірні своєї рідної Швеції, грав за юнацькі збірні цієї країни різних вікових категорій.
Навесні 2019 року дебютував за молодіжну збірну Швеції. Наприкінці того ж року уперше вийшов на поле у складі національної збірної країни, у домашньому матчі проти збірної Фарерських островів (3:0). Вперше відзначився голом за збірну 14 листопада 2020 року, у переможному для команди Деяна матчі проти збірної Хорватії (2:1).

## Статистика виступів

### Статистика клубних виступів
Станом на 30 січня 2022
| Сезон                         | Команда                       | Чемпіонат                     | Чемпіонат | Чемпіонат | Національний кубок | Національний кубок | Національний кубок | Континентальні кубки | Континентальні кубки | Континентальні кубки | Інші змагання | Інші змагання | Інші змагання | Усього | Усього | Усього |
| Сезон                         | Команда                       | Ліга                          | Ігор      | Голів     | Ліга               | Ігор               | Голів              | Ліга                 | Ігор                 | Голів                | Ліга          | Ігор          | Голів         | Ігор   | Голів  |        |
| ----------------------------- | ----------------------------- | ----------------------------- | --------- | --------- | ------------------ | ------------------ | ------------------ | -------------------- | -------------------- | -------------------- | ------------- | ------------- | ------------- | ------ | ------ | ------ |
| 2018–19                       | «Аталанта»                    | A                             | 3         | 0         | КІ                 | 0                  | 0                  | ЛЄ                   | -                    | -                    | -             | -             | -             | 3      | 0      |        |
| 2019–20                       | «Парма»                       | A                             | 36        | 10        | КІ                 | 3                  | 0                  | -                    | -                    | -                    | -             | -             | -             | 39     | 10     |        |
| 2020–21                       | «Ювентус»                     | A                             | 35        | 4         | КІ                 | 5                  | 3                  | ЛЧ                   | 6                    | 0                    | СІ            | 1             | 0             | 47     | 7      |        |
| 2021–22                       | «Ювентус»                     | A                             | 20        | 1         | КІ                 | 1                  | 0                  | ЛЧ                   | 5                    | 1                    | СІ            | 1             | 0             | 27     | 2      |        |
| Усього за «Ювентус»           | Усього за «Ювентус»           | Усього за «Ювентус»           | 55        | 5         |                    | 6                  | 3                  |                      | 11                   | 1                    |               | 2             | 0             | 74     | 9      |        |
| 2021–22                       | «Тоттенгем Готспур»           | Прем'єр-ліга                  | 18        | 5         | КА                 | 2                  | 0                  | -                    | -                    | -                    | -             | -             | -             | 20     | 5      |        |
| 2022–23                       | «Тоттенгем Готспур»           | Прем'єр-ліга                  | 30        | 2         | КА+КЛ              | 2+1                | 0                  | ЛЧ                   | 4                    | 0                    | -             | -             | -             | 37     | 2      |        |
| 2023–24                       | «Тоттенгем Готспур»           | Прем'єр-ліга                  | 3         | 1         | -                  | -                  | -                  | -                    | -                    | -                    | -             | -             | -             | 3      | 1      |        |
| Усього за «Тоттенгем Готспур» | Усього за «Тоттенгем Готспур» | Усього за «Тоттенгем Готспур» | 51        | 8         |                    | 5                  | 0                  |                      | 4                    | 0                    |               |               |               | 60     | 8      |        |
| Усього за кар'єру             | Усього за кар'єру             | Усього за кар'єру             | 145       | 23        |                    | 14                 | 3                  |                      | 15                   | 1                    |               | 2             | 0             | 176    | 27     |        |

### Статистика виступів за збірну
| Дата       | Місто     | Господарі  | Результат | Гості             | Турнір                                | Голи | Примітки |
| ---------- | --------- | ---------- | --------- | ----------------- | ------------------------------------- | ---- | -------- |
| 18-11-2019 | Стокгольм | Швеція     | 3 – 0     | Фарерські острови | Відбір до ЧЄ 2020                     | -    | 65'      |
| 5-9-2020   | Стокгольм | Швеція     | 0 – 1     | Франція           | Ліга націй УЄФА 2020-2021 - 1-й етап  | -    | 70'      |
| 8-9-2020   | Стокгольм | Швеція     | 0 – 2     | Португалія        | Ліга націй УЄФА 2020-2021 - 1-й етап  | -    | 90'      |
| 11-10-2020 | Загреб    | Хорватія   | 2 – 1     | Швеція            | Ліга націй УЄФА 2020-2021 - 1-й етап  | -    |          |
| 14-10-2020 | Лісабон   | Португалія | 3 – 0     | Швеція            | Ліга націй УЄФА 2020-2021 - 1-й етап  | -    | 88'      |
| 11-11-2020 | Бреннбю   | Данія      | 2 – 0     | Швеція            | товариський матч                      | -    | 75' 79'  |
| 14-11-2020 | Стокгольм | Швеція     | 2 – 1     | Хорватія          | Ліга націй УЄФА 2020-2021 - 1-й turno | 1    | 74'      |
| 17-11-2020 | Сен-Дені  | Франція    | 4 – 2     | Швеція            | Ліга націй УЄФА 2020-2021 - 1-й етап  | -    |          |
| 25-3-2021  | Стокгольм | Швеція     | 1 – 0     | Грузія            | Відбір до ЧС 2022                     | -    |          |
| Усього     |           | Матчів     | 9         |                   | Голів                                 | 1    |          |

| Дата       | Місто        | Господарі  | Результат | Гості     | Турнір                             | Голи | Примітки |
| ---------- | ------------ | ---------- | --------- | --------- | ---------------------------------- | ---- | -------- |
| 22-3-2019  | Марбелья     | Росія      | 2 – 0     | Швеція    | Товариський матч                   | -    | 76'      |
| 25-3-2019  | Марбелья     | Швеція     | 2 – 1     | Шотландія | Товариський матч                   | -    | 76'      |
| 10-9-2019  | Кальмар      | Швеція     | 1 – 3     | Ірландія  | Кваліфікація молодіжного Євро-2021 | -    |          |
| 12-10-2019 | Гельсінгборг | Швеція     | 5 – 0     | Ісландія  | Кваліфікація молодіжного Євро-2021 | 2    | 78'      |
| 15-10-2019 | Діфферданж   | Люксембург | 0 – 3     | Швеція    | Кваліфікація молодіжного Євро-2021 | 1    | 67'      |
| Усього     |              | Матчів     | 5         |           | Голів                              | 3    |          |

## Титули і досягнення
- Володар Суперкубка Італії (1):

«Ювентус»: 2020
- Володар Кубка Італії (1):

«Ювентус»: 2020-21
- Переможець Ліги Європи УЄФА (1):

«Тоттенгем Готспур»: 2024-25
- Найкращий шведський футболіст року (2): 2022, 2023